# XPNPEP3
Аминопептидаза P3 (англ. X-prolyl aminopeptidase (aminopeptidase P) 3, putative; XPNPEP3; Xaa-Pro aminopeptidase 3; КФ 3.4.11.9) — митохондриальный фермент из группы аминопептидаз P, гидролизирующих пептидную связь с N-конца пролина. Нарушение гена XPNPEP3 приводит  к цилиопатиям, в частности к нефропатии.